# 小行星8126
小行星8126（8126 Chanwainam）是一颗绕太阳运转的小行星，为主小行星带小行星。该小行星于1966年1月19日，由中国科学院紫金山天文台发现。

## 轨道参数
小行星8126的轨道半长轴为416 315 018 km，2.7828544 UA，离心率为0.163。